# ژاتتس
ژاتتس (به لاتین: Žatec) یک منطقهٔ مسکونی در جمهوری چک است که در شهرستان لوونی واقع شده‌است. ژاتتس ۴۲٫۶۹ کیلومتر مربع مساحت و ۱۹٬۸۱۳ نفر جمعیت دارد و ۲۳۳ متر بالاتر از سطح دریا واقع شده‌است.

## خواهرخوانده
شهرهای توم و نووچبوکسارسک خواهرخوانده‌های ژاتتس هستند.